# Laykyun Setkyar

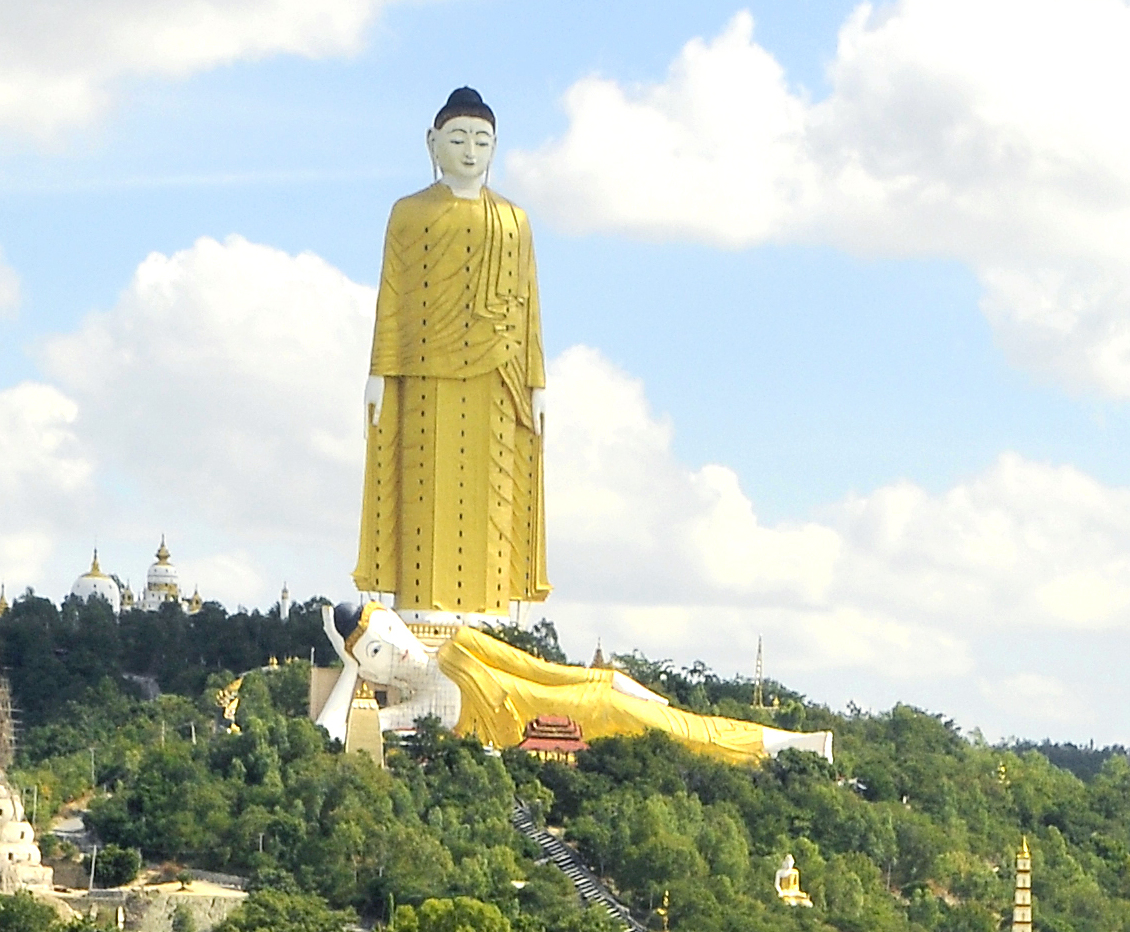
Veduta della statua in lontananza

Il Laykyun Setkyar è una colossale statua di Buddha situata nel villaggio di Khatakan Taung, nei pressi della città di Monywa, in Birmania.
Con un'altezza di 116 metri è attualmente (2019) la terza statua più alta del mondo.
La statua è posta su di un piedistallo alto 13,5 metri, per cui l'altezza totale del monumento è di 129,5 metri.
La costruzione della statua è iniziata nel 1996 e l'inaugurazione ufficiale è stata fatta il 21 febbraio 2008.